# 世にも奇妙な物語 聖夜の特別編
『世にも奇妙な物語 聖夜の特別編』（よにもきみょうなものがたり せいやのとくべつへん）は、1996年12月24日（火曜日）21:00 - 23:18（JST）にフジテレビで放送された『世にも奇妙な物語』の特別編。

## ゴリラ

### キャスト
- 高橋 - 坂東八十助
- 勇二／フェイフェイ - 勝俣州和
- 悦子 - 小島聖
- チャイチャイ - 菊田由美子
- CM監督 - 田原洋
- リポーター - 木村多江
- 愛人 - 十貫寺梅軒
- 大男 - 平尾良樹
- 関口 - 小山弘訓
- 悦子の新彼 - 佐野賢一
- 牧原俊幸 - 牧原俊幸
- 近藤サト - 近藤サト
- 吉野紗香 - 吉野紗香
- まいける井上 - まいける井上
- ショコラ&ヒーコ - Chocolat&heaco
- 山田 - 寺島進
- 橋田首相 - 仲谷昇

### スタッフ
- 脚本 - 小山薫堂
- 演出 - 片岡K

## 恐怖のカラオケ歌合戦

### キャスト
- 原田守 - 野村宏伸
- 塚崎軟一 - 田口浩正
- 中村武雄 - 金田明夫
- 高野君枝 - 芳本美代子
- 吉田和子 - 伊藤美紀
- 川崎慎二 - 藤木直人

### スタッフ
- 原作 - 梶尾真治「絶唱の瞬間」（『日本SFの大逆襲』所収 / 徳間書店）
- 脚本 - 樽谷春緒
- 演出 - 小野原和宏

## テレパシー・ラブ

### キャスト
- 遠藤美和子 - 水野真紀
- 松下明 - 生瀬勝久
- 多田礼子 - 上野正希子
- 松下の妻 - 高木まみ子
- 課長・上田 - 田窪一世
- 若年刑事 - 伊藤博幸
- 男性社員 - 久留蝶丸、山本密
- 女子社員 - 村岡英美、柳澤明子
- サラリーマン - 大石継太
- 松下の息子 - 片野誠也
- 松下の娘 - 村上知
- 自転車の若者 - 小林丈
- 刑事・島崎 - 深水三章

### スタッフ
- 原作 - 山崎洋子「テレパシー・ラブ」（『小説トリッパー』(朝日新聞社)所載 / 朝日新聞出版）
- 脚本 - 高橋留美
- 演出 - 松田秀知

## 主婦さち子の秘かな愉しみ

### キャスト
- 臼井さち子 - 野際陽子
- リチャード・ドンファン - パトリック・ハーラン
- 十勝七子 - 大島蓉子
- 美濃店長 - 伊藤俊人
- 臼井輝男 - ト字たかお
- 臼井拓郎 - 斉藤陽一郎
- 臼井早苗 - 五十嵐由香

### スタッフ
- 脚本 - 浅田敦史
- 演出 - 佐藤祐市

## 2040年のメリークリスマス
- 主演 - 萩原聖人